# Faith Prince
Faith Prince (*6. srpna 1957, Augusta, USA) je americká herečka a zpěvačka.

## Počátky
Rodačka z Augusty vyrůstala v Lynchburgu ve Virginii, kde také navštěvovala divadelní školu. Následně studovala hudební konzervatoř v Cincinnati.

## Kariéra - divadlo
Divadelní kariéru odstartovala v roce 1989, když si zahrála ve hře Jerome Robbin's Broadway a ve hře Nick a Nora.
V roce 1992 získala Tony Award i Drama Desk Award za roli ve hře Guys and Dolls. Nominaci na obě ceny získala znovu v roce 2001 za roli ve hře Zvony zvoní. Obě nominace si zopakovala do třetice i v roce 2008 za hru A Catered Affair. Hrála také v koncertní verzi Sweeney Todd.

## Kariéra - film a TV
Kromě divadla se věnuje i filmovému a televiznímu hraní. Kromě filmů Poslední drak, Dave, Velký tyran nebo Jsi jen naše hraje především v televizních seriálech. A tak jsme jí v menších rolích mohli vidět například v seriálech Zákon a pořádek, Můj přítel Monk, Znovu na světě, Kriminálka Las Vegas nebo Dr. House.

## Osobní život
Jejím manželem je od roku 1986 hudebník Larry Lunetta. Žijí spolu dodnes v Los Angeles se synem Henrym.

## Filmografie
- 1983 – Remington Steele (TV seriál)
- 1985 – Poslední drak
- 1988 – Encyclopedia (TV seriál)
- 1990 – Zákon a pořádek (TV seriál)
- 1992 – Loving (TV seriál)
- 1993 – Dave
- 1994 – Můj táta hrdina
- 1995 – Friends at Last (TV film), High Society (TV seriál)
- 1996 – Velký tyran, Frasier (TV seriál)
- 1997 – Perfektní záskok, Všichni starostovi muži (TV seriál)
- 1999 – Hallmark Hall of Fame (TV seriál)
- 2000 – Osud tomu chtěl, Znovu na světě (TV seriál), Welcome to New York (TV seriál)
- 2003 – Sweet Potato Queens (TV film), Sabrina, mladá čarodějnice (TV seriál)
- 2004 – Dr. House (TV seriál), Huff (TV seriál)
- 2005 – Můj přítel Monk (TV seriál), Jsi jen naše
- 2006 – The PTA (TV seriál), Holky v balíku, Chirurgové (TV seriál)
- 2009 – Mad Men (TV seriál), Médium (TV seriál), Ošklivka Betty (TV seriál), Drop Dead Diva (TV seriál)
- 2010 – Kriminálka Las Vegas (TV seriál), Zvonilka (TV film)